# VVS Switch
«VVS Switch» es una canción del rapero puertorriqueño Pressure 9X19. Fue lanzado bajo el sello discográfico Stash Money Way y dicho sencillo hizo su debut el 10 de octubre de 2023. La canción contiene fragmentos de la canción «What You Won't Do for Love» interpretada por Bobby Caldwell.  Gracias a la popularidad de la canción, se hizo un remix junto a los raperos puertorriqueños Anuel AA, Yovngchimi, Hades66, Luar la L y CDobleta. En agosto del 2024, el verso de Hades66 fue eliminado del remix oficial en todas las plataformas musicales.

## Rendimiento comercial
A pesar de que «VVS Switch (Remix)» no entró en la lista Billboard Hot 100, si debutó en la lista Bubbling Under Hot 100 quedando en el octavo lugar. En la lista Billboard Hot Latin Songs de Estados Unidos, el día 30 de marzo de 2023, la canción se posicionó en el número 15, lo cuál supuso la primera entrada de Pressure 9X19 y CDobleta en las listas de Billboard. En la lista de Billboard Global 200, la canción apareció en el top número 110 en dicha lista con fecha del 30 de marzo de 2023. «VVS Switch (Remix)» alcanzó el lugar número 26 en la lista oficial de España. De hecho, también apareció en las listas de Billboard de Colombia quedando en sexta plaza (6), Ecuador, en novena plaza (9) y España en el puesto número catorce (14).

## Controversias
En el remix, Anuel AA mencionó a los raperos puertorriqueños Tempo y Cosculluela. Anunció a través de Kick que inicialmente quería mencionar al rapero estadounidense Arcángel, pero dicha versión más tarde fue cancelada. Además también fue criticado por mencionar al cantante colombiano Feid.
En agosto del 2024, el vídeo musical de «VVS Switch (Remix)» fue eliminado de la plataforma de YouTube por petición de La Positiva Entertainment. Más tarde, Hades66 fue eliminado del remix de la canción en todas las plataformas de música debido a problemas entre La Positiva Entertainment y Money Wayy.

## Vídeo musical
El vídeo musical fue lanzado el 10 de octubre de 2024 en el canal de YouTube de Pressure 9x19. La canción fue filmada y dirigida por Chinola Films y hasta la actualidad ha recibido más de 38 millones de visitas en YouTube. El vídeo musical del remix fue lanzado el 15 de marzo de 2024 y fue dirigido por la compañía QUEPASOJEFE. Finalmente en agosto de 2024, fue eliminado el vídeo musical de «VVS Switch (Remix)».